# Indigócukormadár
Az indigócukormadár (Cyanerpes caeruleus) a madarak (Aves) osztályának verébalakúak (Passeriformes) rendjébe, ezen belül a tangarafélék (Thraupidae) családjába tartozó faj.

## Előfordulása
Az indigócukormadár előfordulási területe Dél-Amerika. Kolumbiától és Venezuelától kezdve Brazília déli részéig található meg. A Trinidad szigeten is van állománya. Néhány madarat a Tobago szigetre is betelepítettek. Az Amazonas-medencén kívül, ez a madár szórványosan még előfordul az Andok nyugati partjain, Panama déli részén, valamint a Pantanalban.

## Alfajai
- Cyanerpes caeruleus caeruleus
- Cyanerpes caeruleus chocoanus
- Cyanerpes caeruleus hellmayri
- Cyanerpes caeruleus longirostris
- Cyanerpes caeruleus microrhynchus

## Megjelenése
Ennek a madárnak 11,5 centiméteres a hossza és 12 grammos a testtömege. A fekete csőre hosszú és hajlott. A hím tollazatának az alapszíne lila, azonban a szárnyai, fartolla és hasa feketék; a lábai élénksárgák. A tojó és a fiatal példány – mindkét nemből – zöld hátú, a hasi része zölden csíkozott halvány sárga színű; továbbá a torka fahéjszínű és kék bajuszcsík indul a csőrtövéből. A trinidadi alfaj csőre hosszabb, mint a kontinentálisoké.

## Életmódja
Főleg az alföldeket kedveli; általában 1000 méteres tengerszint feletti magasságokba nemigen hatol fel, de azért már észrevették 2300 méteres magasságban is. A 10-15 méter magas lombkoronák lakója; a kakaó- és a citrusültetvényeken is megélhet. Az epifitonokkal és mohákkal teli fákat kedveli. Kis csoportokban él, főleg nektárral táplálkozik, de étrendjét kiegészíti bogyótermésekkel és rovarokkal. Kíváncsi természetű; a rozsdás törpekuvik (Glaucidium brasilianum) vészjelzéseire az indigócukormadár is reagál.

## Szaporodása
A tojó építi a fára a fészket, és ő is költi ki a két barnán foltozott fehér tojásból álló fészekaljat.

## Képek

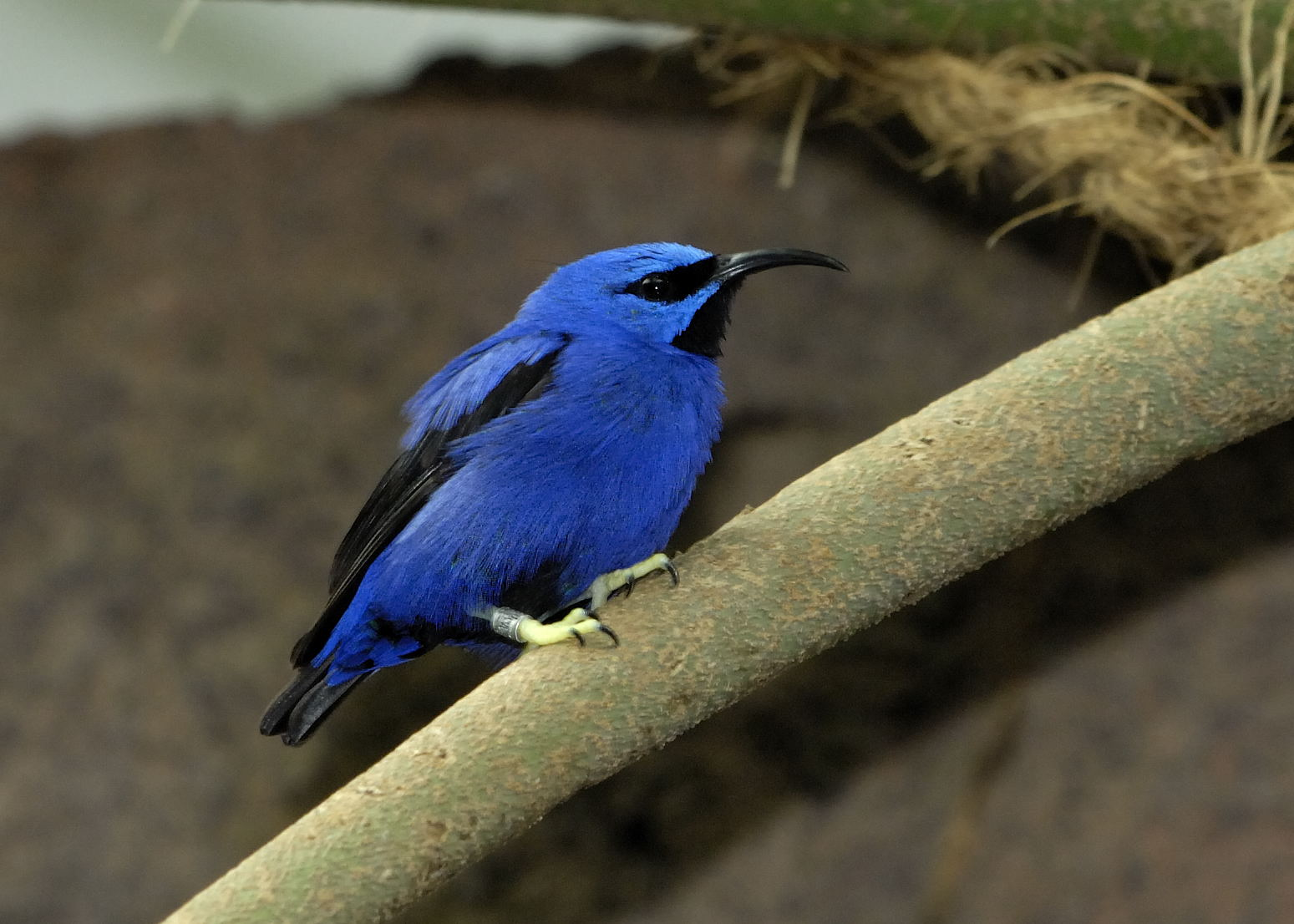
Felnőtt hímek
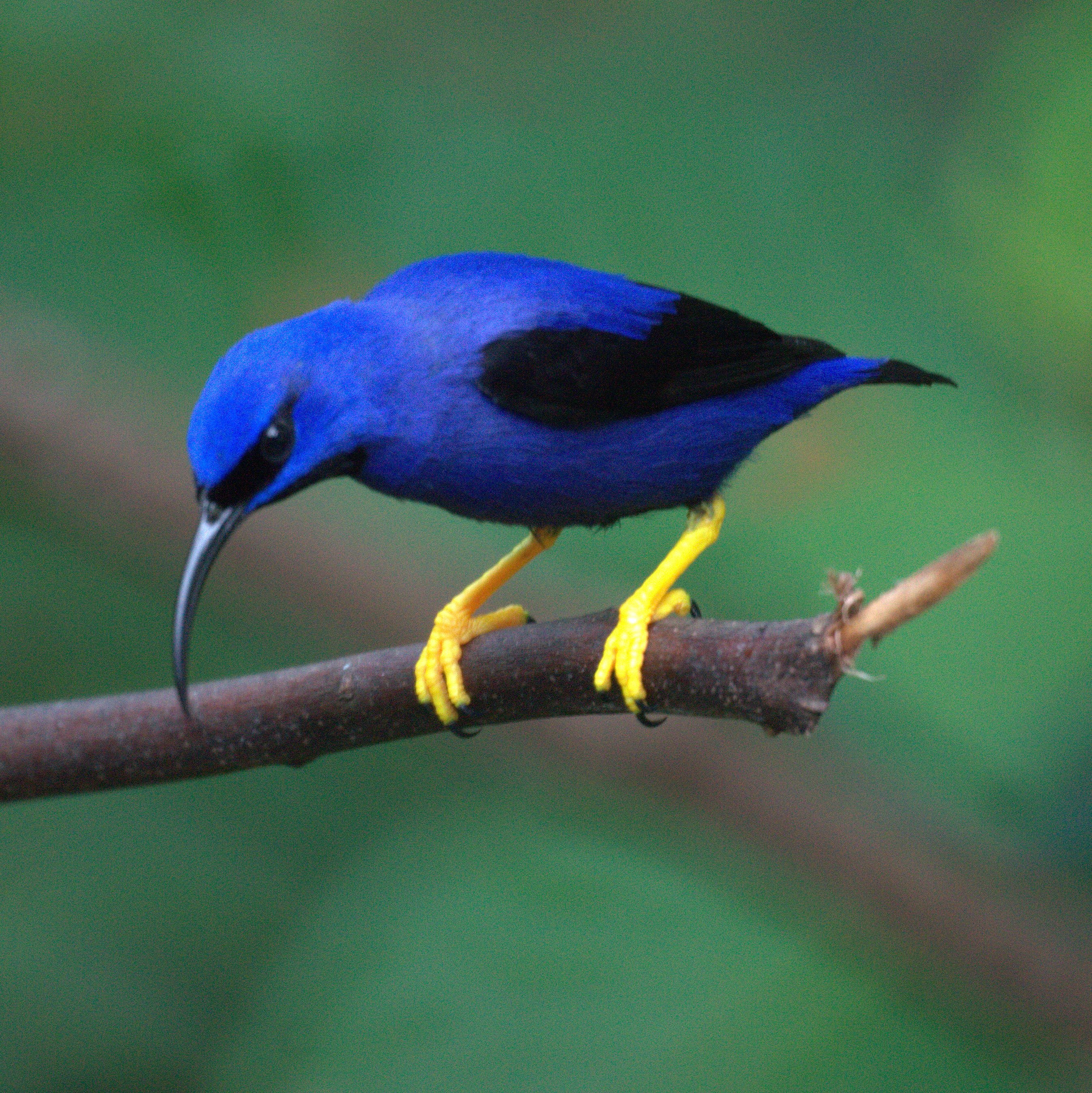
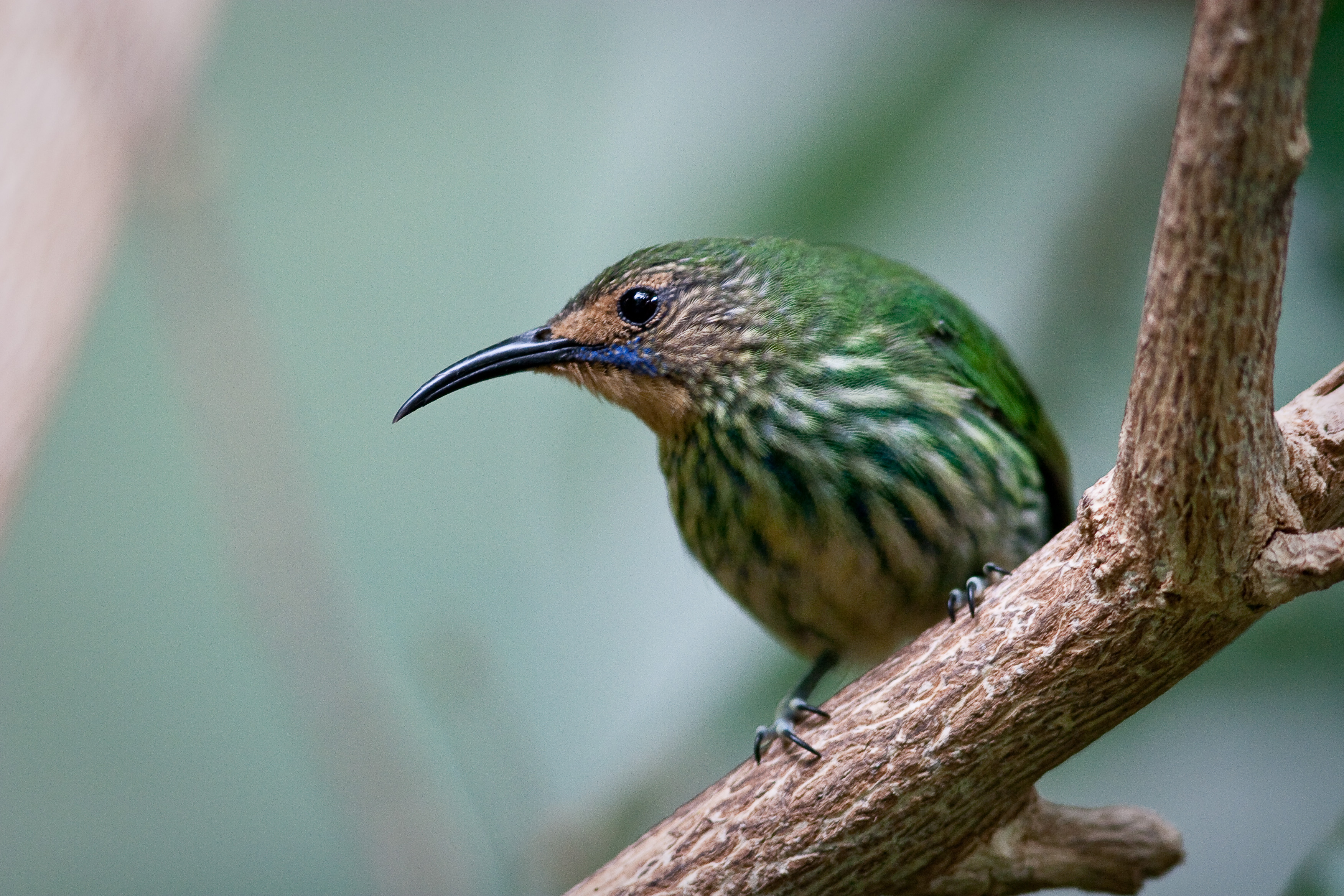
Tojók
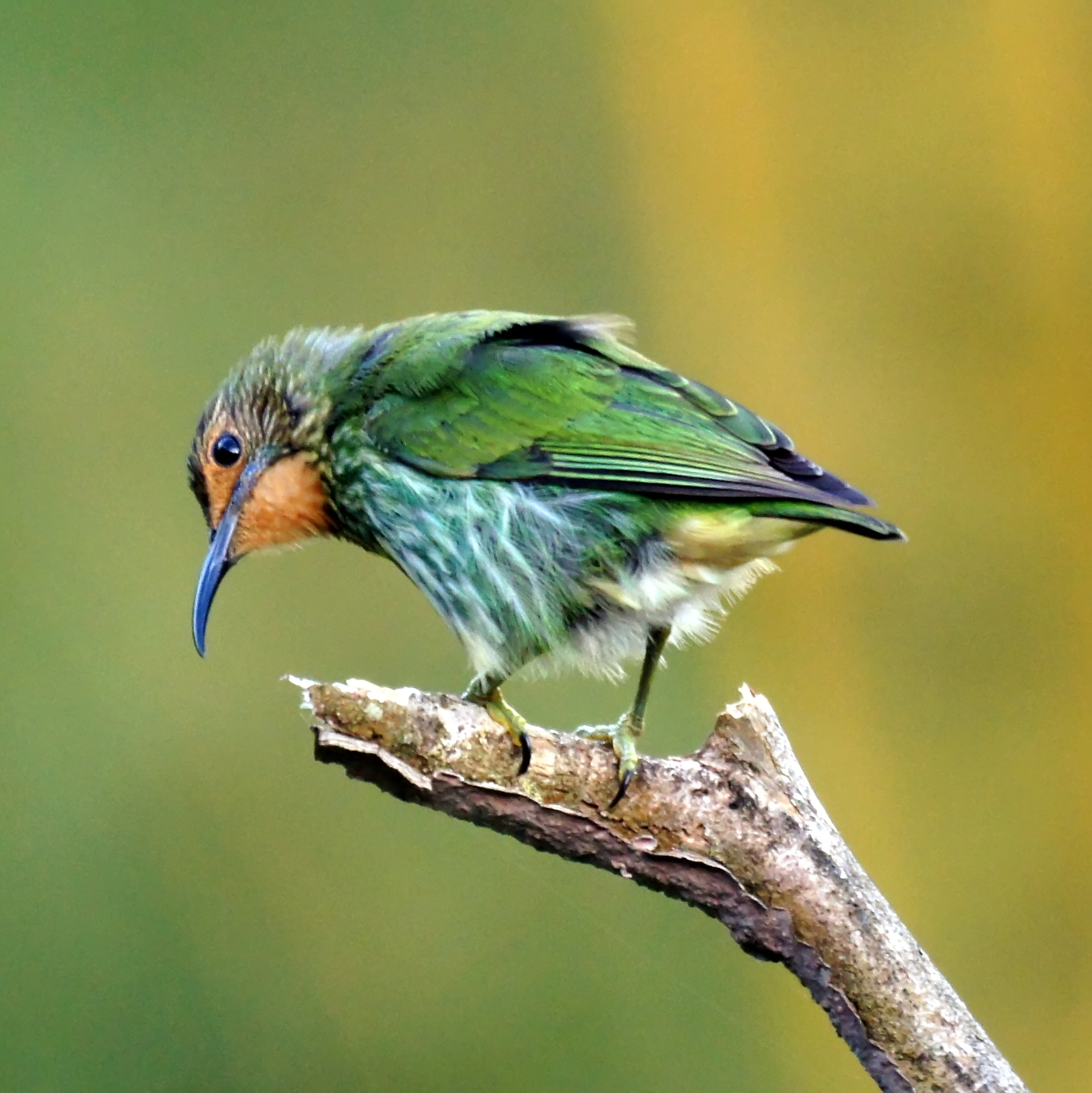
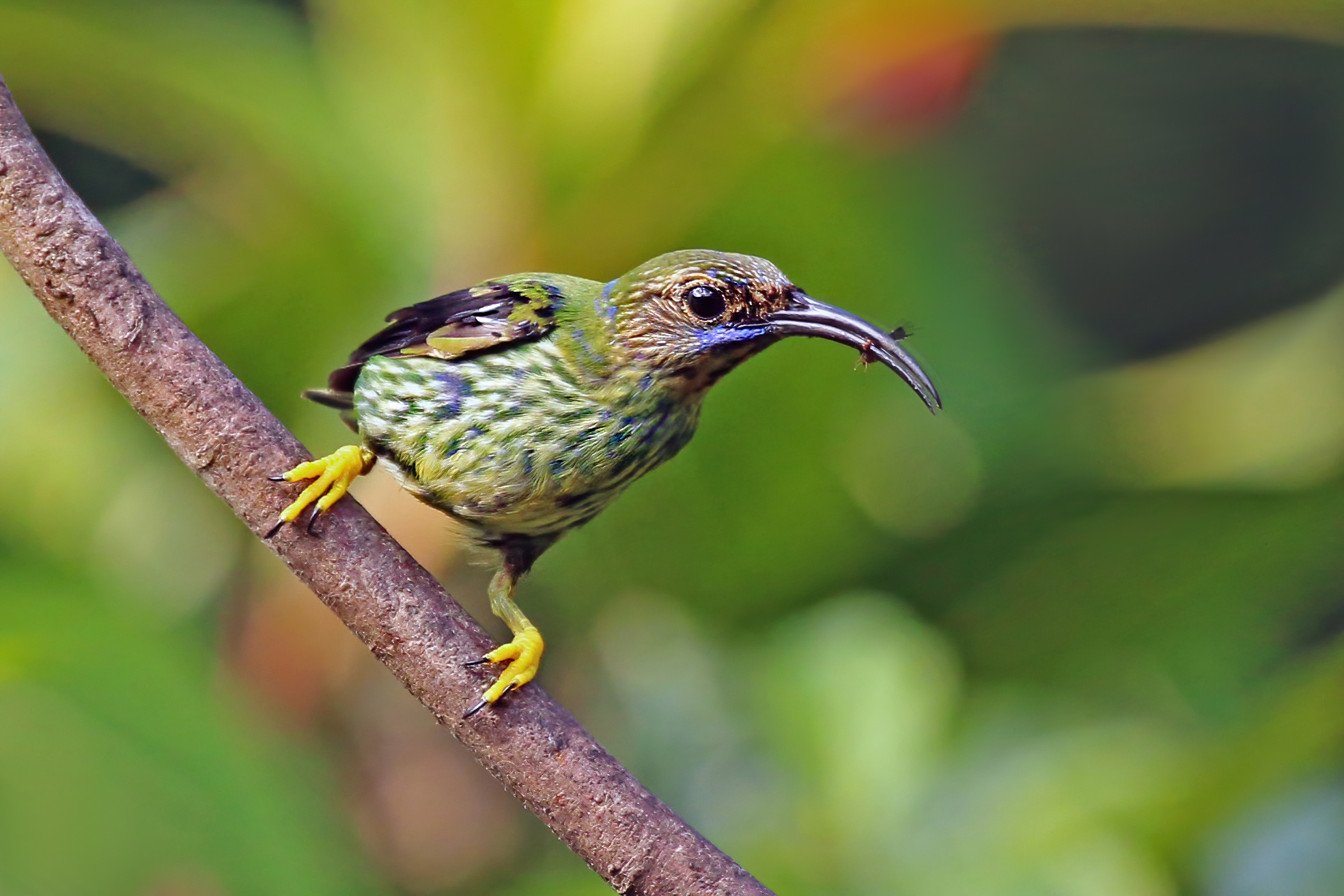
Fiatal hím

### Fordítás
- Ez a szócikk részben vagy egészben  a   Purple honeycreeper című angol Wikipédia-szócikk ezen változatának fordításán alapul.  Az eredeti cikk szerkesztőit annak laptörténete sorolja fel. Ez a jelzés csupán a megfogalmazás eredetét és a szerzői jogokat jelzi, nem szolgál a cikkben szereplő információk forrásmegjelöléseként.